# ايميكا أوميه
ايميكا أوميه (بالإنجليزية: Emeka Umeh)‏ هو لاعب كرة قدم نيجيري في مركز الهجوم، ولد في 24 أكتوبر 1997 في ولاية كادونا في نيجيريا. لعب مع نادي ترنتشين.

## وصلات خارجية
- ايميكا أوميه على موقع قاعدة بيانات كرة القدم.إي يو (الإنجليزية)
- ايميكا أوميه على موقع Soccerway.com (الإنجليزية)